# Sint-Martinuskerk (Beselare)

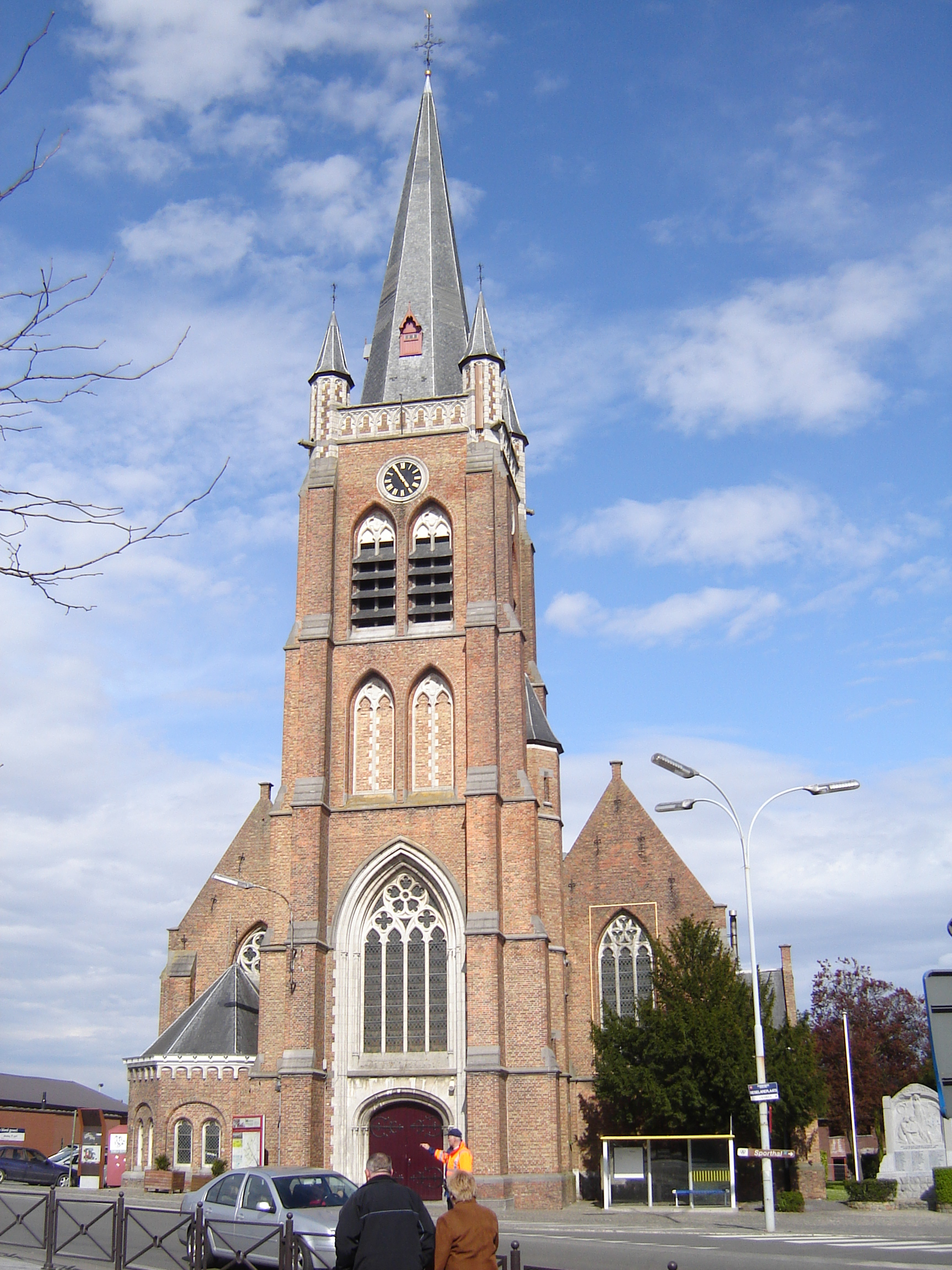
Sint-Martinuskerk

De Sint-Martinuskerk is de parochiekerk van de tot de West-Vlaamse gemeente Zonnebeke behorende plaats Beselare, gelegen aan het Kerkplein.

## Geschiedenis
Aanvankelijk stond er vermoedelijk een 12e-eeuwse kruiskerk, gebouwd in bergsteen. Tijdens de 14e en 15e eeuw werd het koor vergroot en werden zijbeuken bijgebouwd. De kerk had te lijden van de Beeldenstorm en werd daarna hersteld. Tijdens de Eerste Wereldoorlog werd de kerk vrijwel geheel verwoest, om tussen 1922 en 1925 te worden herbouwd in neogotische stijl.

## Gebouw
Het betreft een bakstenen driebeukig kerkgebouw met voorgebouwde westtoren. De toren heeft vijfgeledingen, hoektorentjes op de trans en een naaldspits. Hij wordt geflankeerd door een traptorentje.
Het meubilair is overwegend neogotisch. Wel is er een arduinen grafsteen van ridder Adrien Vander Woestine uit 1527.